# Jörn Nowak
Jörn Nowak (* 25. April 1986) ist ein ehemaliger deutscher Fußballspieler, der bis 2016 bei Rot-Weiß Oberhausen unter Vertrag stand. Seine bevorzugte Position war die Innenverteidigung. Von 2019 bis April 2023 war Nowak Sportdirektor bei Rot-Weiss Essen. Von Juni 2023 bis Februar 2024 war er Cheftrainer von Rot-Weiß Oberhausen.

## Karriere
Nowak begann seine Karriere beim FSV Hoyerswerda und beim FC Rot-Weiß Erfurt, wo er ab 2005 zum Profikader gehörte. Mit Rot-Weiß Erfurt schaffte er 2008 die Qualifikation zur 3. Liga, kam dort in der Hinrunde der Saison 2008/09 aber nur zu zwei Einsätzen und wechselte in der Winterpause zum Chemnitzer FC. Dort blieb er bis zum Sommer 2010, als er sich Sportfreunde Siegen anschloss. Mit den Sportfreunden Siegen stieg er in der Saison 2011/12 in die Regionalliga West auf, verließ den Verein jedoch und spielte anschließend für Rot-Weiß Oberhausen. Nach der Saison 2015/16 beendete Nowak seine aktive Spielerkarriere.

## Nach der Karriere
2017 wurde Nowak Sportlicher Leiter bei Rot-Weiß Oberhausen. In der Saison 2018/2019 erzielte die Mannschaft unter Nowaks Federführung die Vizemeisterschaft in der Regionalliga West. Zum 24. Mai 2019 wechselte er dann als Sportdirektor-Nachfolger für Jürgen Lucas zu Rot-Weiss Essen an die Hafenstraße. Vom 5. Mai 2022 bis zum 30. Juni 2022 war Nowak interimsweise Cheftrainer und stieg mit der Mannschaft in die 3. Liga auf. Im April 2023 trennte Rot-Weiss Essen sich von Nowak. 
Ab Juni 2023 war Nowak Cheftrainer bei seiner ehemaligen Spielstation Rot-Weiß Oberhausen. Am 6. Februar 2024 trennte sich der Klub nach einem vorausgegangenen Disput mit den Anhängern von ihm.